# L'École des cocottes (film, 1958)
Pour les articles homonymes, voir L'École des cocottes.
Pour plus de détails, voir Fiche technique et Distribution.
L'École des cocottes est un film français réalisé par Jacqueline Audry, sorti en 1958.

## Synopsis
Ginette Masson, une charmante cocotte, vit une amourette avec Robert, un jeune garçon aimable mais désargenté. Elle reçoit la visite du comte de la Ferronière, et accepte sa proposition de lui enseigner les bonnes manières pour s'élever au rang de courtisane. Un riche commerçant amoureux, Labaume, se présente alors et lui propose de l'installer dans ses meubles. Une première étape sur le chemin de la réussite est ainsi franchie.

## Fiche technique
- Titre  original : L'École des cocottes
- Réalisation : Jacqueline Audry d'après la pièce éponyme de Paul Armont et Marcel Gerbidon
- Scénario : Paul Armont, Pierre Laroche et Marcel Gerbidon
- Décors :  Lucien Aguettand, Jacques Dugied (assistant)
- Costumes : Mireille Leydet
- Photographie : Marcel Grignon
- Montage :  André Laurent
- Musique  :  Georges Van Parys
- Producteur : Max Vinbert
- Société de production : Productions Métropolitaines de Films
- Pays d'origine :  France
- Format : Noir et blanc - 35 mm - Son mono
- Genre : Comédie
- Durée : 1h40
- Dates de sortie :
  - France : 21 mai 1958

## Distribution
- Dany Robin : Ginette Masson
- Fernand Gravey : Stanislas de La Ferronière
- Bernard Blier : Labaume
- Odette Laure : Amélie
- Darry Cowl : Gégène
- Suzanne Dehelly : Mme Bernoux
- Robert Vattier : Racinet, associé de Labaume
- Jean-Claude Brialy : Robert
- Jack Ary
- Rouby Bruce : L'élève de Stanislas
- Jacqueline Fontel
- Lisa Jouvet
- Maryse Marion
- Maryse Martin : La patronne du ’Lapin du Morvan’
- Jacques Morlaine
- Robert Thomas
- Jean-Pierre Vaguer
- Henri Virlojeux : Un employé du Racinet
- Henri Marteau